# Pteris muricatopedata
Pteris muricatopedata är en kantbräkenväxtart som beskrevs av Arbelaez. Pteris muricatopedata ingår i släktet Pteris och familjen Pteridaceae. Inga underarter finns listade.